# Scaled and Icy

Officiell logotyp för albumet

Scaled and Icy är den amerikanska musikduon Twenty One Pilots sjätte studioalbum. Albumet släpptes den 21 maj 2021, under skivbolagen Fueled By Ramen och Elektra.